# Medaliści olimpijskiego festiwalu młodzieży Europy w kombinacji norweskiej

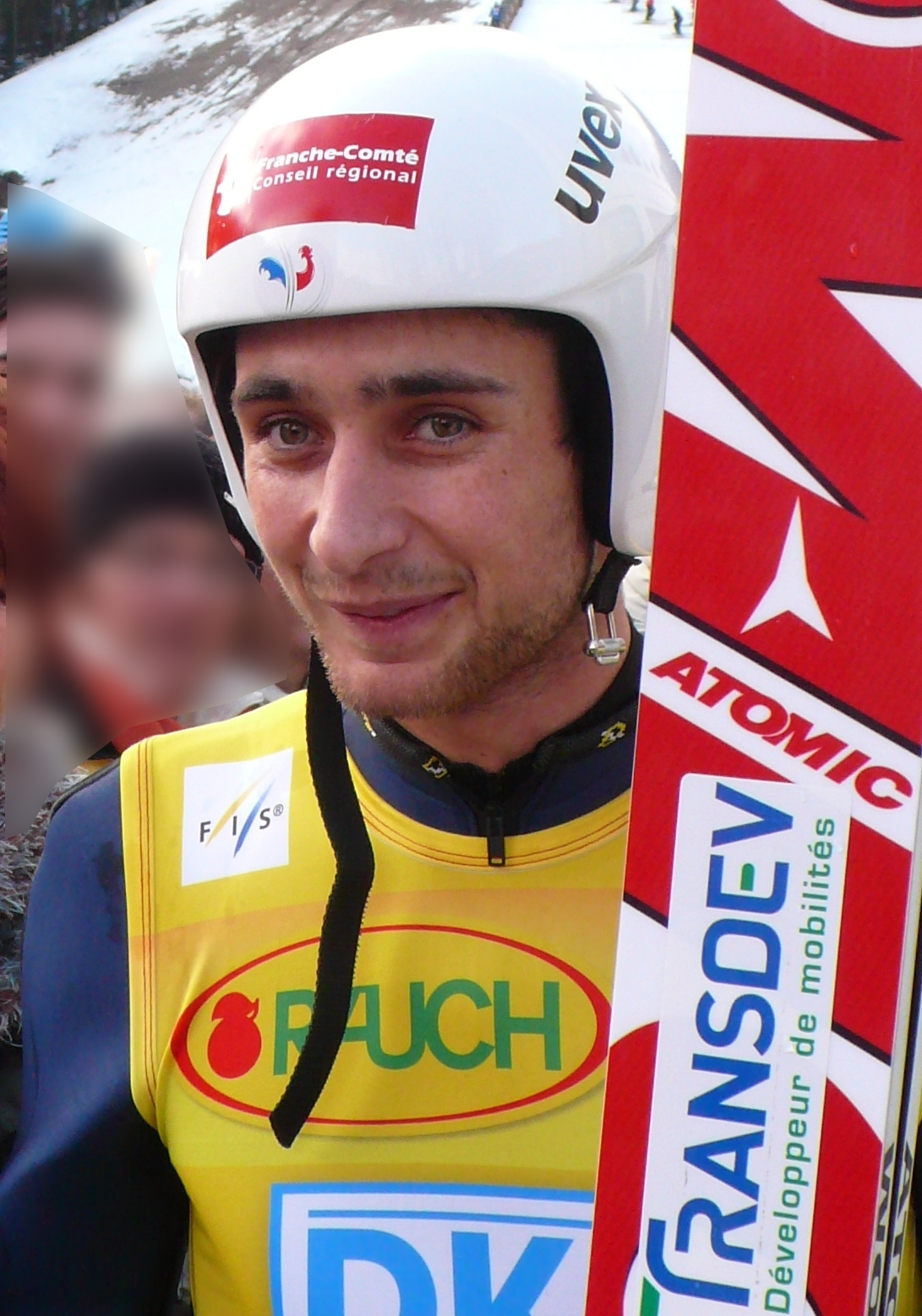
Jason Lamy Chappuis – złoty medalista konkursu indywidualnego i srebrny medalista rywalizacji drużynowej podczas Zimowego Olimpijskiego Festiwalu Młodzieży Europy 2003

Medaliści zimowego olimpijskiego festiwalu młodzieży Europy w kombinacji norweskiej – lista zawodników, którzy zdobyli medale w konkursach kombinacji norweskiej podczas zimowych olimpijskich festiwali młodzieży Europy. 
Wiek uczestników zawodów jest ustalany każdorazowo przed kolejnymi imprezami sportowymi z tego cyklu przez Komitet Wykonawczy Europejskiego Komitetu Olimpijskiego, jednak, zgodnie z przyjętymi zasadami, zawodnicy i zawodniczki nie mogą mieć więcej niż 18 lat.
Pierwsza w historii edycja zimowego olimpijskiego festiwalu młodzieży Europy odbyła się w 1993 roku we włoskiej Aoście. W ramach tej imprezy rozegrano zawody w narciarstwie alpejskim, biathlonie, biegach narciarskich, short tracku i łyżwiarstwie figurowym. Do programu nie weszły jednak zawody w kombinacji norweskiej. Podobnie było także w 1995, 1997, 1999 oraz 2001 roku. Kombinacja norweska po raz pierwszy weszła do programu olimpijskiego festiwalu młodzieży Europy w 2003 roku. Rozegrano wówczas dwie konkurencje – konkurs indywidualny i konkurs drużynowy mężczyzn. W 2005 i 2007 roku zrezygnowano z przeprowadzenia rywalizacji w kombinacji norweskiej. Konkursy kombinacji norweskiej w ramach zimowego olimpijskiego festiwalu młodzieży Europy rozgrywane były ponownie w 2009 i 2011 roku. W 2013 roku kombinacja norweska nie znalazła się w programie zimowego olimpijskiego festiwalu młodzieży Europy, została jednak rozegrana 2 lata później.

## Medaliści

### Mężczyźni

#### Konkursy indywidualne
| Rok i miejsce            | K/HS        | Dystans | Złoto               | Srebro          | Brąz                   | Źródło |
| ------------------------ | ----------- | ------- | ------------------- | --------------- | ---------------------- | ------ |
| 2003, Bled               | K-90        | 7,5 km  | Jason Lamy Chappuis | Mitja Oranič    | Primož Zupan           | [ 7 ]  |
| 2009, Szczyrk            | K-95 HS 106 | 7,5 km  | Manuel Faißt        | Paweł Słowiok   | Tobias Simon           | [ 12 ] |
| 2009, Szczyrk            | K-95 HS 106 | 15 km   | Paweł Słowiok       | Mario Seidl     | Adam Cieślar           | [ 13 ] |
| 2011, Liberec            | K-90 HS 100 | 7,5 km  | David Welde         | Jani Peltola    | Mads Kristoffer Waaler | [ 14 ] |
| 2015, Tschagguns         | K-97 HS 108 | 5 km    | Willi Hengelhaupt   | Samuel Mraz     | Théo Rochat            | [ 15 ] |
| 2015, Tschagguns         | K-97 HS 108 | 10 km   | Willi Hengelhaupt   | Severi Taipale  | Samuel Mraz            | [ 16 ] |
| 2022, Lahti              | K-90 HS 100 | 6 km    | Eidar Johan Strøm   | Jiří Konvalinka | Marco Heinis           | [ 17 ] |
| 2023, Tarvisio / Planica | K-95 HS 102 | 6 km    | Lukáš Doležal       | Paul Walcher    | Maximilian Slamik      | [ 18 ] |

#### Konkursy drużynowe
| Rok i miejsce    | K/HS        | Dystans  | Złoto                                                                         | Srebro                                                                   | Brąz                                                                | Źródło |
| ---------------- | ----------- | -------- | ----------------------------------------------------------------------------- | ------------------------------------------------------------------------ | ------------------------------------------------------------------- | ------ |
| 2003, Bled       | K-90        | 3 x 5 km | Słowenia Rok Rozman · Primož Zupan · Mitja Oranič                             | Francja Benjamin Lizon Au Cire · Jason Lamy Chappuis · François Braud    | Norwegia Thomas Kjelbotn · Joakim Aakvik · Rune Liberg Sannes       | [ 19 ] |
| 2009, Szczyrk    | K-95 HS 106 | 3 x 5 km | Niemcy Tobias Simon · Otto Schall · Manuel Faißt                              | Polska Adam Cieślar · Andrzej Gąsienica · Paweł Słowiok                  | Słowenia Alen Turjak · Leon Pivk · Nace Šinkovec                    | [ 20 ] |
| 2011, Liberec    | K-90 HS 100 | 2 x 5 km | Austria Paul Gerstgraser · Philipp Orter                                      | Niemcy Jakob Lange · David Welde                                         | Finlandia Ilkka Herola · Jani Peltola                               | [ 21 ] |
| 2015, Tschagguns | K-97 HS 108 | 4 x 5 km | Niemcy Constantin Schnurr · Benedikt Schwaiger · Tim Kopp · Willi Hengelhaupt | Francja Yann Laheurte · Brice Ottonello · Lilian Vaxelaire · Théo Rochat | Czechy Jan Vytrval · František Slavík · David Zemek · Ondřej Pažout | [ 22 ] |

### Kobiety

#### Konkursy indywidualne
| Rok i miejsce            | K/HS        | Dystans | Złoto         | Srebro        | Brąz            | Źródło |
| ------------------------ | ----------- | ------- | ------------- | ------------- | --------------- | ------ |
| 2022, Lahti              | K-90 HS 100 | 4 km    | Annika Sieff  | Lisa Hirner   | Annalena Slamik | [ 23 ] |
| 2023, Tarvisio / Planica | K-95 HS 102 | 4 km    | Trine Göpfert | Greta Pinzani | Anne Häckel     | [ 24 ] |

### Konkursy drużyn mieszanych
| Rok i miejsce            | K/HS        | Dystans    | Złoto                                                                 | Srebro                                                                          | Brąz                                                                    | Źródło |
| ------------------------ | ----------- | ---------- | --------------------------------------------------------------------- | ------------------------------------------------------------------------------- | ----------------------------------------------------------------------- | ------ |
| 2022, Lahti              | K-90 HS 100 | 4 x 3,3 km | Austria Lisa Hirner · Samuel Lev · Annalena Slamik · Severin Reiter   | Niemcy Cindy Haasch · Benedikt Gräbert · Magdalena Burger · Tristan Sommerfeldt | Włochy Annika Sieff · Stefano Radovan · Greta Pinzani · Iacopo Bortolas | [ 25 ] |
| 2023, Tarvisio / Planica | K-95 HS 102 | 4 x 3,3 km | Austria Maximilian Slamik · Laura Pletz · Anja Rathgeb · Paul Walcher | Włochy Bryan Venturini · Greta Pinzani · Giada Delugan · Manuel Senoner         | Niemcy Constantin Müller · Anne Häckel · Trine Göpfert · Mika Ketterer  | [ 26 ] |